# 横内洋樹
横内 洋樹（よこうち ひろき、1982年9月13日 - ）は、WOWOWのアナウンサー。元山梨放送（YBS）のアナウンサー。元株式会社フットメディア所属のフリーアナウンサー。

## 来歴
山梨県出身。山梨県立韮崎高等学校、日本大学を卒業。小・中・高・大学とサッカーを経験。高校時代は全国高等学校サッカー選手権大会に出場。大学も体育会サッカー部に所属。（ポジションはゴールキーパー。）
2005年4月山梨放送に入社。テレビ・ラジオの情報番組のほか、ヴァンフォーレ甲府や全国高等学校サッカー選手権大会をはじめとしたスポーツ中継を数多く担当。
2017年山梨放送を退職し、フリーアナウンサーに転身。元々西岡明彦の実況に憧れを抱き、西岡が社長を務めるフットメディアに所属。現在はフットメディアを離れてWOWOWのアナウンサーとなったが、今でも西岡は師匠のような存在とのこと。
これまでサッカーではスペインに赴いてエル・クラシコや UEFA EURO 2024の決勝を実況。また2022年、2023年はUEFAチャンピオンズリーグの決勝を担当。特に2023年は本人のInstagramによると日本のメディアとして5年ぶりの現地での決勝実況となる。
テニスでは全豪オープン、全仏オープン、ウィンブルドン、全米オープンとグランドスラムの決勝実況を務める。

## 現在の担当番組
- サッカー中継
  - リーガダイジェスト!（ハイライト実況担当）
  - UEFAチャンピオンズリーグ[1] [2]）
  - UEFAヨーロッパリーグ [1]
  - チャンピオンズリーグダイジェスト!（薮宏太不在時代理MC）
  - UEFA EURO 2020
  - UEFA EURO 2024
  - ラ・リーガ
- サッカートーク番組（進行・いずれもWOWOW）
  - WOWOWサッカーアリーナ[3]（不定期）
- テニス中継（実況・いずれもWOWOW）
  - グランドスラム（全豪オープン、全仏オープン、ウィンブルドン、全米オープンなど）
- ラグビー中継（実況・いずれもWOWOW）
- NBAバスケットボール

## 過去の担当番組

### 山梨放送時代
- 浅川初美のくちこみアルキメデス（YBS・新米アナウンサー横内洋樹の新米が食べたい！）
- YBSニュース深夜便
- いいものジャングル
  - 本人として：インタビュー映像などに出演
  - 声優として：ゴリー、カエールケロ役（ただし声優としての出演は2007年3月まで）
- ラジオライトハウス
- FREE STYLE（一部コーナーに"ヒロ"という愛称で出演）
- YBSワイドニュース（月曜日と金曜日のスポーツコーナーのみ出演）
- 765morning（2011年度、月・火曜日担当。以前は駅前天気予報のみ出演。2006年4月～2007年3月は金曜日の日替わりコーナー担当）
- 週末仕掛人 ヤマナシプロデュース - 週末プレゼンター
- 山梨学院スポーツグラフィック スポーツアングル
- Talk魂765 Go!Go!イチ（月曜日担当）
- YGU山梨学院大学ラジオセミナー
- YBSラジオニュースと天気予報
- ててて!TV - 水・木曜MC
- YBSニュース